# Julian Eitschberger
Julian Eitschberger (* 5. März 2004 in Hohen Neuendorf) ist ein deutscher Fußballspieler. Der Rechtsverteidiger steht bei Hertha BSC unter Vertrag.

## Karriere
Julian Eitschberger spielte in der Jugend zunächst für den SC Staaken, bevor er 2017 in den Nachwuchs von Hertha BSC wechselte. Im Januar 2022 wurde bekannt, dass er ab 2023 einen Profivertrag bei Hertha BSC erhalten wird. Nur wenige Wochen später debütierte Julian Eitschberger im Derby gegen den 1. FC Union Berlin.
Zur Saison 2022/23 unterschrieb Eitschberger einen Profivertrag bis zum 30. Juni 2026 und rückte fest in den Profikader auf.
Am letzten Tag der Transferperiode wechselte er per Leihe für die  Saison 2023/24 in die 3. Liga zum Hallescher FC. Dort kam er auf 31 Einsätze (ein Tor) und stieg mit dem HFC zum Ende der Spielzeit aus der 3. Liga ab. Einige Tage nach dem Abstieg konnte er mit den Hallensern den Sachsen-Anhalt-Pokal gewinnen.
Zur Saison 2024/25 kehrte Eitschberger zu Hertha BSC zurück und verlängerte seinen Vertrag bis zum 30. Juni 2027. Nach Saisonstart im August wurde er erneut verliehen, diesmal zum Drittligisten Rot-Weiss Essen, wo er 33 Ligaspiele bestritt und 4 Tore erzielte. Mit Essen konnte er den Niederrheinpokal 2025 gewinnen.
Zur Saison 2025/26 kehrte Eitschberger zu Hertha BSC zurück.

## Titel
- Niederrheinpokalsieger: 2025
- Sachsen-Anhalt-Pokalsieger: 2024
- Meister der A-Junioren-Bundesliga Nord/Nordost: 2022, 2023
- Meister der B-Junioren-Bundesliga Nord/Nordost: 2020